# Alex Britti (album)
Alex Britti è ll primo album di esordio del cantautore romano Alex Britti pubblicato nel 1992. Britti non lo nomina nella sua discografia ufficiale, in quanto sarebbe stato destinato a rimanere sconosciuto, e fu immesso nel circuito commerciale per errore.

## Tracce
1. Jonni der Kansassiti – 4:52
2. Nero – 4:37
3. Mia canzone – 3:28
4. Tutto per star con te – 4:58
5. Roma da lontano – 2:07
6. Così – 2:35
7. Guarda che faccio – 5:35
8. Apro le braccia – 3:50
9. Sto vicino a te – 3:48
10. Tuttauntratto – 3:18
11. Preghiera romana – 4:37

## Formazione
- Alex Britti – voce, cori, chitarra acustica, mandolino, organo Hammond, percussioni, chitarra elettrica, chitarra a 12 corde, basso, tastiera, campana
- Amii Stewart - voce (in Così)
- Beppe Gemelli – batteria
- Mick Brill – basso
- Stefano Sastro – tastiera, organo Hammond
- Derek Wilson – batteria
- Roberto Gallinelli – basso
- Cesare De Natale – cori